# Оноре Жакіно
Оноре Жакіно (фр. Honoré Jacquinot; 1815-1887) — французький лікар і натураліст.
Оноре Жакіно разом зі своїм старшим братом, військовим морським офіцером Шарлем Жакіно взяв участь в експедиції Дюмона-Дюрвіля на судні «Астролябія» у 1837—1840 роках. Під час зупинки у Новій Зеландії Жакіно разом з Жаком Бернаром Омброном описали і замалювали 15 видів молюсків та декілька видів птахів, риб і ракоподібних.

## Епоніми
- рід рослин Jacquinotia з родини вересових (Ericaceae)[4]